# Mahakamia kampmeinerti
Mahakamia kampmeinerti (лат.) — вид жуков-трубконосиков, единственный в составе рода Mahakamia подсемейства Dryophthorinae (триба Rhynchophorini; иногда рассматривается в статусе отдельного семейства Dryophthoridae или Rhynchophoridae) из семейства Curculionidae.

## Распространение
Юго-Восточная Азия. Остров Калимантан, Upper Mahakam (Индонезия, провинция Восточный Калимантан; в коллекции Leyden Museum). Остров Суматра (Bukit Gabah; в коллекции Amsterdam Museum). Остров Ява (Mount Malang, West Java; в коллекции Dresdener Museum).

## Описание
Относительно крупные и редкие трубконосики с очень длинными передними ногами. Основная окраска коричневая и чёрная, голени светлее. Длина рострума 17 мм, грудь 14 мм, надкрылья (от основания скутеллюма до вершины) 16 мм, пигидиум 11 мм; передние ноги вытянутые — бёдра около 3 см, голени более 3 см). У самцов, найденных на острове Ява длина передних ног достигала 11 см, что почти вдвое превосходило длину остального тела с рострумом.

## Классификация и этимология
Вид был впервые описан в 1913 году голландским энтомологом Конрадом Ритсемой (Conrad Ritsema, 1846—1929). Близок к роду Macrocheirus. Вид был назван в честь y Mr. Kampmeinert (передавшего типовой экземпляр в музей), а родовое название происходит от имени места его обнаружения (Upper Mahakam).
По другим данным либо в состав рода включается вид Mahakamia longipes (Drury, 1773) (он же ранее был известен под именами Curculio longipes Drury, 1773 и Macrocheirus longipes (Drury, 1773)), либо M. kampmeinerti синонимизируется с M. longipes. Однако, в мировом каталоге долгоносиков и близких групп 1999 года объём рода Mahakamia принимается в монотипическом составе с одним видом M. kampmeinerti.